# No One Would Tell
No One Would Tell (Celos asesinos en Hispanoamérica, ¿Quién lo diría? en España) es un telefilme estrenado el 6 de mayo de 1996 dirigido por Noel Nosseck del guion original de Steven Loring. La película está basada en la vida real de Jamie Fuller, un estudiante de 16 años quien asesinó a su chica de 14 años de nombre Amy Carnevale el 23 de agosto de 1991.

## Sinopsis
Stacy Collins (Cameron) es una estudiante de 16 años, un tanto tímida y enamorada de Bobby Tenniston (Fred Savage), quien practica deporte, la lucha en su escuela. Ella y Bobby inician una relación, al principio un cuento de hadas pero, más tarde él se muestra muy celoso y posesivo, aun así nadie sospecha algo anormal.
Sin embargo empieza a notarse que algo anda mal: Bobby le recrimina a Stacy su forma de vestir, la tacha de ramera. Luego sus condiscípulos descubren que Stacy tiene hematomas en varias partes del cuerpo pero ella dice que todo anda bien pero al final él termina asesinándola por los celos que tenía.

## Reparto
- Candace Cameron como Stacy Collins.
- Fred Savage como Bobby Tennison.
- Michelle Phillips como Laura Collins.
- Gregory Alan Williams como Detective Anderson.
- Justina Machado como Val Cho.
- Eric Balfour como Vince Fortner.
- Rodney Eastman como Tony Dinardo.
- Tiana Marie Brown  como Emily stone.
- Steve Smith  como Steve Mc Guire.
- Sally Jesse Raphael como el judge.